# Paruline à tête rose
Pour les articles homonymes, voir Tête rose.
Cardellina versicolor
Espèce
Répartition géographique
Statut de conservation UICN

 LC B1ab(i,ii,iii,v) : Préoccupation mineure
La Paruline à tête rose (Cardellina versicolor) est une espèce de passereaux de la famille des Parulidae.

## Description
Cet oiseau mesure environ 13 cm de longueur. La Paruline à tête rose forme une super-espèce avec la Paruline rouge des hauts plateaux mexicains, à laquelle elle est étroitement liée. En dépit de leurs aires de répartition disjointes et de leurs plumages différents, les deux ont parfois été considérées comme conspécifiques.

## Répartition
La Paruline à tête rose se rencontre dans le Sud du Mexique et au Guatemala (Curson et al., 1994).

## Habitat
Cette paruline habite principalement les associations de pins et de chênes humides et les forêts de cyprès pourvus de sous-bois denses et inaltérés entre 1 800 m et 2 800 m d'altitude.

## Statut de conservation
La population de la Paruline à tête rose a beaucoup diminué. On estime la taille de la population actuelle entre 20 000 et 50 000 individus. Rare et localisée au Chiapas (Mexique), cette paruline demeure commune au Guatemala (est de la Sierra de las Minas) (Curson et al., 1994). La principale menace pour cette espèce est la destruction des forêts pour l'agriculture, l'exploitation forestière et minière ainsi que la dégradation des sous-bois par le broutage des animaux d'élevage. L'éruption de l'El Chichón en 1982 a aussi eu un impact négatif majeur sur la population dont la cause provient probablement des cendres qui se sont répandues sur de vastes étendues, annihilant les insectes dont se nourrit cette paruline.

## Dénomination
Ce taxon porte en français le nom vernaculaire ou normalisé suivant : Paruline à tête rose.

## Systématique
Le nom valide complet (avec auteur) de ce taxon est Cardellina versicolor Salvin, 1863.
Cardellina versicolor a pour synonyme :
- Ergaticus versicolor (Salvin, 1863)